# Промінь (Дніпровський район)
Про́мінь — село в Україні, у Святовасилівській сільській територіальній громаді Дніпровського району Дніпропетровської області. Населення — 465 мешканців.

## Географія
Село Промінь знаходиться на одному з джерел річки Грушівка, на відстані 1 км від села Карайкове і за 1,5 км від села Матросове. Річка в цьому місці пересихає, на ній зроблена загата. Поруч проходить залізниця, платформа 277 км за 1 км.

## Історія
- Село Промінь засноване на початку XX століття.
- Село Промінь 25 грудня 1997 року стало центром новоствореної Промінської сільради у Солонянському районі. До Промінської сільради увійшли села Голубинівка, Дальнє, Карайкове, Матросове і Якимівка Наталівської сільради.
- З 14 серпня 2015 року входить до складу Святовасилівської сільської громади.

## Населення

### Мова
Розподіл населення за рідною мовою за даними перепису 2001 року:
| Мова       | Відсоток |
| ---------- | -------- |
| українська | 96,6 %   |
| російська  | 3,4 %    |

## Економіка
- «Степове», ТОВ.

## Об'єкти соціальної сфери
- Школа.

## Інтернет-посилання
- Погода в селі Промінь